# Earthrise

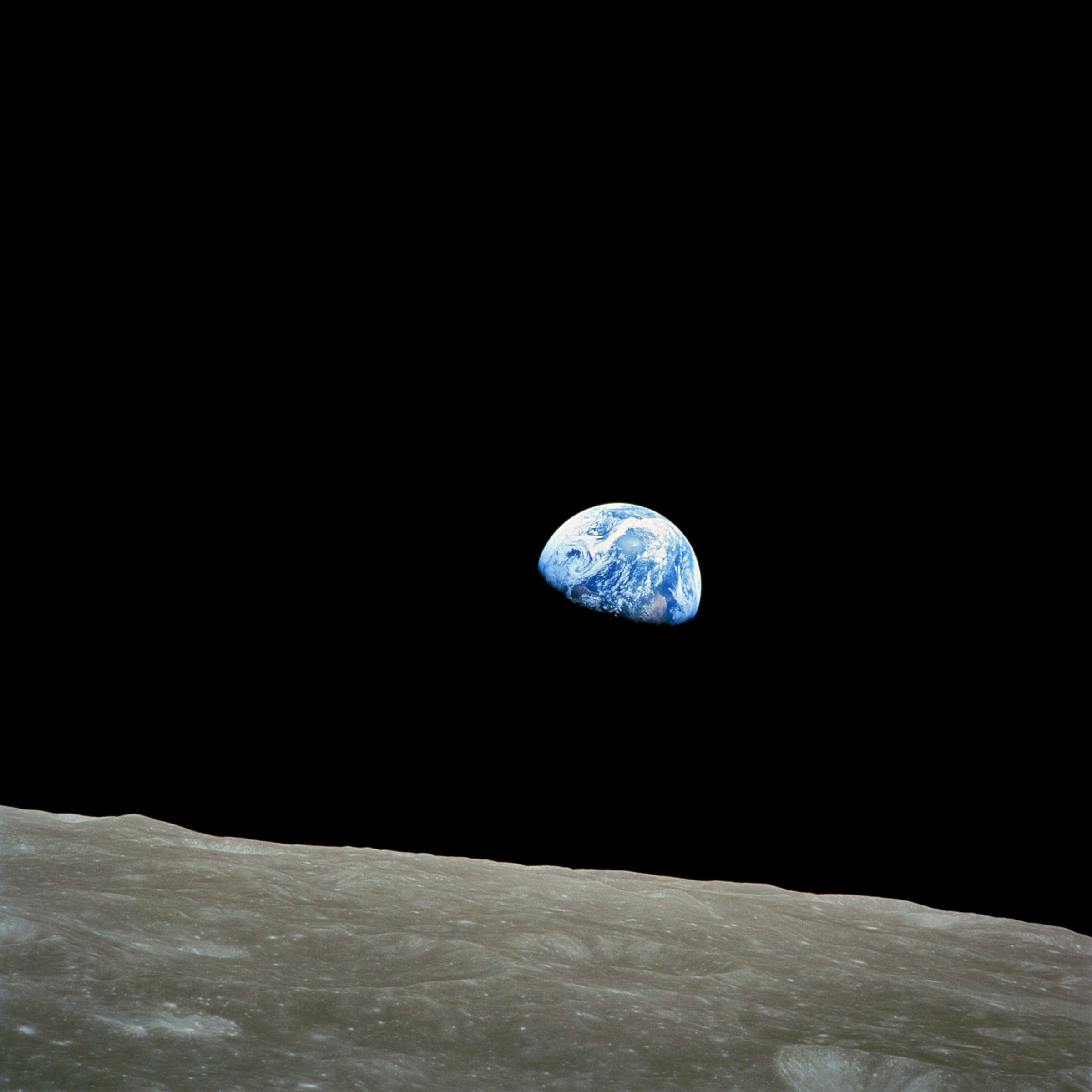
„Earthrise” 24 grudnia 1968

Earthrise (z ang. Wschód Ziemi; numer kodowy nadany przez NASA: AS8-14-2383) – zdjęcie Ziemi wynurzającej się zza horyzontu Księżyca, wykonane na orbicie wokółksiężycowej 24 grudnia 1968 r. za pomocą aparatu fotograficznego (wyprodukowanego przez firmę Hasselblad) przez Williama Andersa podczas trwania misji Apollo 8.

## Kulisy powstania
Zanim Anders zdążył wykonać to sławne zdjęcie (miał problem z odnalezieniem kolorowego filmu), dowódca misji Frank Borman zdążył zrobić czarno-białą fotografię pokazującą moment zetknięcia się ziemskiego terminatora z horyzontem.
Udostępniono również nagranie z kabiny pojazdu CSM podczas wykonywania fotografii  wraz z transkrypcją.
Obydwa zdjęcia (zarówno czarno-białe, jak i kolorowe) zostały zamieszczone w autobiografii Bormana (kolorowe zdjęcie Andersa odwrócono i pomniejszono, zaś czarno-biała fotografia zajęła całą stronę).

### Fragment nagrania (tłumaczenie z angielskiego na polski)
- Borman: O mój Boże! Zobaczcie ten widok. Ziemia nadchodzi. To jest piękne.
- Anders: Ej, nie rób zdjęcia, nie planowaliśmy tego.
- Borman: (śmieje się) Masz kolorowy film, Jim?
- Anders: Daj mi rolkę kolorowego, szybko.

## Reakcje

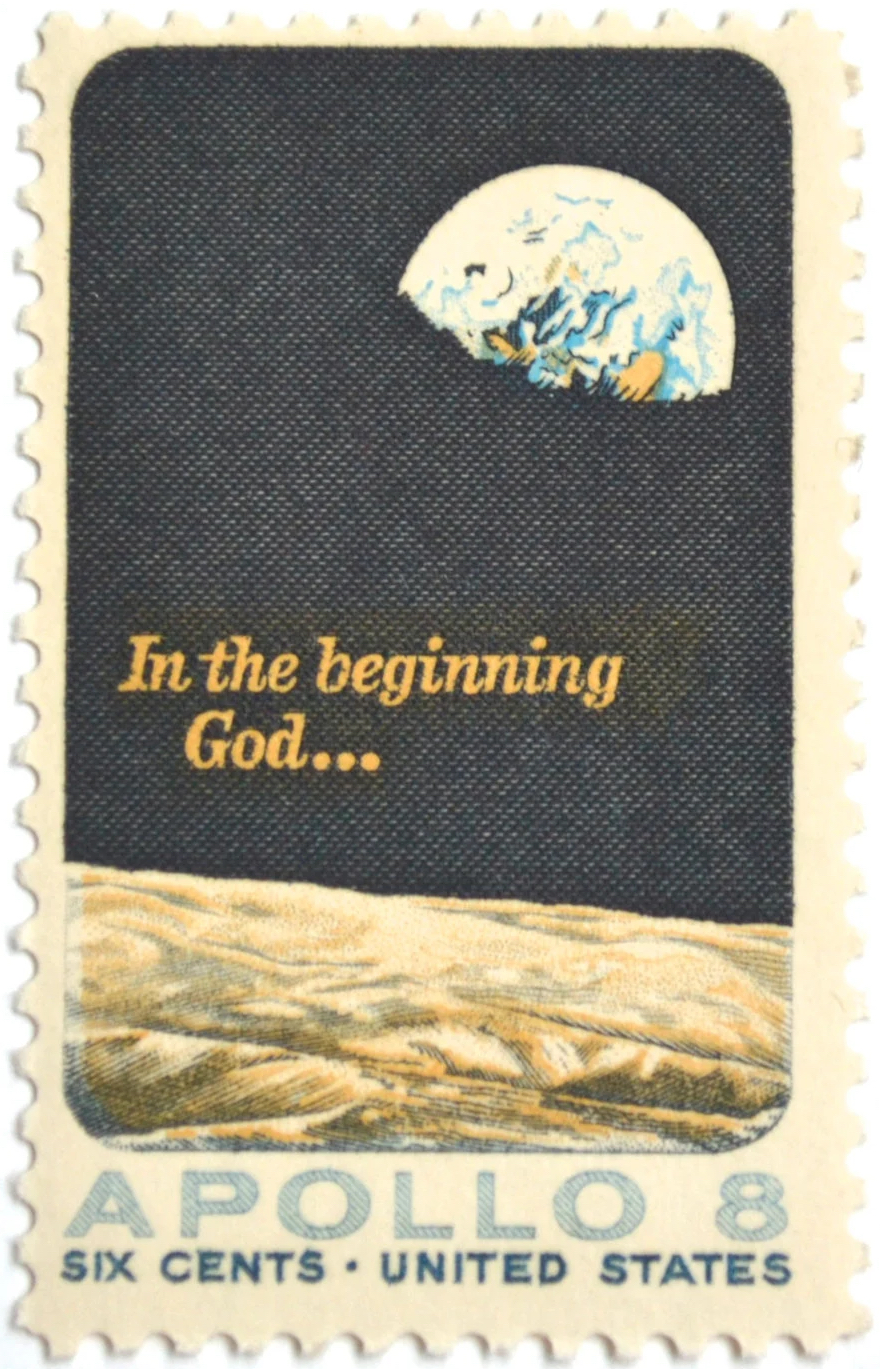
Znaczek upamiętniający misję Apollo 8

W 1969 USPS wydała znaczek pocztowy upamiętniający misję Apollo 8. Na znaczku znalazły się Earthrise oraz słowa In the beginning God... (Na początku Bóg..., Rdz 1,1) nawiązujące do odczytania 24 grudnia 1968 fragmentu Księgi Rodzaju przez załogantów.
W albumie pt. 100 fotografii, które zmieniły świat, wydanym przez magazyn Life, fotograf Galen Rowell określił Earthrise jako „najbardziej wpływowe zdjęcie jakie kiedykolwiek zrobiono”.

## Inne obserwacje „wschodu Ziemi”

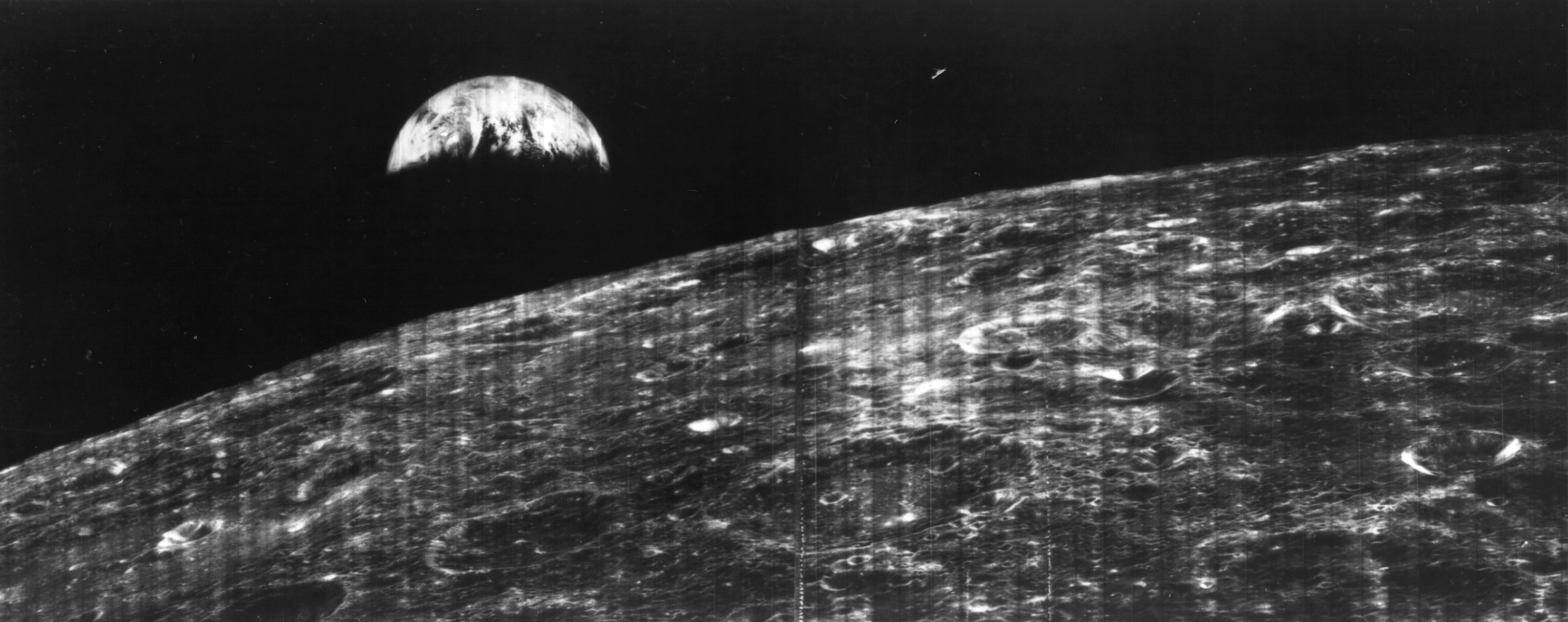
Zdjęcie „wschodu Ziemi” z sondy Lunar Orbiter 1

Pierwsze fotografie wyłaniania się Ziemi zza horyzontu Księżyca zostały wykonane dwa lata przed lotem misji Apollo 8. Jako pierwsza zaobserwowała to zjawisko bezzałogowa sonda kosmiczna Lunar Orbiter 1, krążąca po orbicie wokół Księżyca, 23 sierpnia 1966 roku.
6 kwietnia 2008 czasu japońskiego, należąca do JAXA sonda Kaguya wykonała materiał filmowy w wysokiej rozdzielczości (HD 1080p), pokazujący „wschód” i „zachód Ziemi” widziany z orbity okołoksiężycowej.

## Mechanizm zjawiska
Zjawisko „wschodu Ziemi” nie jest analogiczne do zjawisk wschodu Słońca czy Księżyca, obserwowanych z powierzchni Ziemi. Ma ono miejsce podczas ruchu statku kosmicznego po orbicie wokół Księżyca, kiedy przemieszcza się on z niewidocznej strony Księżyca na stronę zwróconą ku Ziemi. Ze względu na rotację synchroniczną Księżyca, z większości miejsc na powierzchni jego widocznej strony Ziemia prawie nie przemieszcza się po niebie, oprócz powolnego krążenia wokół określonego punktu, które wynika z libracji Księżyca. Z większej części odwrotnej strony Księżyca nasza planeta nie jest nigdy widoczna. Zjawisko libracji sprawia jednak, że w pobliżu krawędzi widocznej tarczy Księżyca można obserwować z jego powierzchni rzeczywiste wschody i zachody Ziemi, która nigdy nie oddala się zbytnio od horyzontu. Tego zjawiska nie uwieczniono dotąd na zdjęciach.